# Polso paradosso
Il  polso paradosso  è un'importante diminuzione dell'ampiezza del polso e della pressione sistolica più di 10 mmHg durante la fase di inspirazione. La lieve riduzione fisiologica della pressione sistolica è secondaria all'aumento relativo di sangue nei vasi polmonari durante l'inspirazione.

## Eziologia
Una diminuzione del polso eccessiva può essere causata da tamponamento cardiaco; meccanismi diversi contribuiscono alla patogenesi del polso paradosso in pazienti con ostruzione della vena cava superiore, enfisema, asma bronchiale, OSAS, shock ipovolemico, shock ostruttivo e insufficienza cardiaca.  In tutte queste condizioni è presente un'aumentata pressione negativa intratoracica, che in fase inspiratoria si accentua ulteriormente. Ciò causa un aumento del ritorno venoso alle sezioni destre del cuore: ne consegue una maggiore pressione di riempimento telediastolica del ventricolo destro, con conseguente spostamento del setto interventricolare verso sinistra; tale spostamento determina un ostacolo all'efflusso di sangue dal ventricolo sinistro in aorta, determinando così una "decapitazione" della pressione sistolica.

## Esami
L'entità del polso paradosso può essere quantificata con lo sfigmomanometro: questa è uguale alla differenza di pressione auscultabile in espirazione al I tono di Korotkoff e il livello di pressione in cui i toni sono udibili in tutte le fasi del ciclo respiratorio..

## Tipologia
La forma invertita, ovverosia una diminuzione della pressione sistolica e diastolica durante esercizio fisico, è indice di cardiomiopatia ipertrofica, ed è probabilmente ascrivibile ad una disfunzione autonomica.